# Normands
Els normands (literalment, 'humans del nord'; àrab: majus) van ser un poble que emergí durant la primera meitat del segle x a la zona de la Normandia, fruit de la unió entre conqueridors d'origen viking (principalment danesos) amb la població local (tant franca com gal·loromana). Estaven organitzats en tribus i tenien una agricultura i una ramaderia molt primitives, però eren experts navegants, i construïen vaixells lleugers i resistents.
En els seus orígens van adoptar el cristianisme i la llengua d'oïl (el dialecte normand de la llengua d'oïl, que és un dialecte diferent al dialecte francès, un altre dialecte també de la llengua d'oïl que aleshores es parlava a l'actual illa de França), i van crear una identitat cultural diferent dels seus avantpassats escandinaus al nord o dels francesos al sud. L'any 911, establiren el ducat de Normandia mitjançant un tractat amb la corona francesa pel qual juraven lleialtat a Carles III.
La seva expansió més enllà de la Normandia els va portar a tenir un paper important en l'Europa medieval: un grup d'aventurers normands es va establir per conquesta al Regne de Sicília, al sud d'Itàlia, i una expedició orquestrada pel duc va portar a la conquesta normanda d'Anglaterra. A partir d'aquests dos nous centres de poder, la influència normanda es va estendre a la totalitat de les Illes Britàniques i als estats croats de l'Orient Mitjà.
Les causes de les seves migracions van ser múltiples: recerca de llocs millors, fugida o expulsió de tribus vençudes en lluites internes, afanys comercials, esperit d'aventura, afany de conquesta, entre d'altres.

### Guillem el Conqueridor
Guillem el Conqueridor va prevaler al Regne d'Anglaterra entre el 1066 i el 1087. Els normands eren poc nombrosos i van haver de fer front a revoltes entre 1067-1070, a una invasió danesa i a un atac dels escocesos. El 1069, els normands van assassinar els barons locals, van destruir les collites i van sacrificar el bestiar del nord. Per controlar la població, van construir castells, fins a arribar-ne als cinc-cents. Es van repartir la terra. Guillem va nomenar bisbes i abats normands. En la Cort es parlava francès, cosa que influiria en el vocabulari i la sintaxi de l'anglès. Hi va sobreviure el sistema administratiu anglosaxó i la riquesa urbana va romandre en mans nadiues. Amb els normands, el feudalisme va aconseguir-ne el màxim apogeu. Guillem va morir el 1087 durant la batalla contra Felip I de França per la conquesta de la ciutat de Nantes.

### Guillem II el Roig (1087-1100)
A la mort de Guillem, els seus fills Robert i Guillem II el Roig van heretar Normandia i Anglaterra, respectivament. Entre 1087-1096, se succeeixen revoltes dels nobles, que desitjaven unir ambdós regnes. El 1096, Robert va acudir a la crida d'Urbà II a la croada, finançada per Guillem II a Normandia.

### Enric I (1100-1135)
A la mort de Guillem II, es va coronar rei el seu germà menor Enric, que va haver de signar una «Carta» prometent respecte als béns dels nobles i l'església. Robert va tornar de les croades i va envair Anglaterra el 1101 reclamant-ne el regne. Els germans hi van arribar a un acord, però la inestabilitat hi va continuar fins que Enric I va vèncer en la Batalla de Tinchebray (1106) i es va fer amb Normandia. Enric es va enfrontar amb el papa Pasqual II i la reforma gregoriana, que desitjava alliberar l'Església del control seglar. La defensa de Normandia va exigir una pujada d'impostos a Anglaterra i es va organitzar un sistema de control de la recaptació. L'única successió legítima d'Enric era la seva filla Matilde, a qui va casar amb Godofred V d'Anjou, fill del fins llavors enemic Fulc V d'Anjou.

### Esteve de Blois (1135-1154)
A la mort d'Enric I, va ser coronat rei el seu nebot Esteve de Blois. Esteve va ser derrotat per gal·lesos i escocesos i va haver de fer front a lluites intestines que van arruïnar Anglaterra; entre aquestes, un enfrontament amb els bisbes. Mentrestant, Godofred d'Anjou conqueria Normandia. El fill de Godofred, Enric, va controlar Normandia, Anjou, Maine i Turena després del seu matrimoni el 1152 amb Leonor d'Aquitània, Gascunya i Aquitània. El 1153, Esteve va acordar amb Enric que aquest li succeiria. Així doncs, Enric II el Jove va ser el primer monarca angeví, Plantagenet o Anjou.

## Els normands a Irlanda
El període medieval tardà a Irlanda va estar marcat per la invasió cambronormanda de l'illa el 1171. El país havia viscut prèviament en un estat de guerra intermitent entre regnes provincials que es disputaven el títol de Rei Suprem. Aquesta situació va ser transformada per la intervenció dels mercenaris normands i després pel rei d'Anglaterra. Després de conquerir Anglaterra, els normands van dirigir la seva atenció cap a l'illa d'Irlanda, la qual van convertir en senyoriu propietat del rei d'Anglaterra, conquerint gran part de les seves terres. De qualsevol manera, amb el temps, el control anglès es va reduir a una petita zona dels voltants de Dublín anomenada "L'Estacada". Els senyors hibernonormands s'havien integrat completament en la societat gaèlica irlandesa.

## Els normands a Itàlia
Arribats des de Normandia com a mercenaris, els normands van combatre durant les guerres entre els prínceps llombards locals i els romans d'Orient. Amb el temps, els feus que van rebre en pagament es van tornar més poderosos que la noblesa local, la qual van acabar conquerint, amb la prèvia expulsió dels romans d'Orient. A Sicília, combatent en nom del catolicisme, van conquerir l'emirat aglàbida establert pels musulmans. Finalment, sota Roger II de Sicília, els diversos estats normands del sud de la península Itàlica van quedar units al Regne de Sicília.

## Els normands a la península Ibèrica
La incursió dels normands a la península Ibèrica va començar a mitjans del segle ix amb uns primers temptejos de corregudes i saquejos al llarg de la costa cantàbrica. La seva intenció era apoderar-se'n d'alguns ports que serien el punt de partida fàcil per a la conquesta de Galícia, que al seu torn suposava per a ells una base avançada i imprescindible per a les seves futures operacions. A continuació, van avançar cap a Lisboa on els comandants d'Abderraman II no van poder impedir la incursió. Els musulmans no estaven preparats per a aquest tipus d'atacs marítims perquè, fins aquesta data, havien lluitat tan sols per la Mediterrània. No obstant això, els normands no eren bons combatents per terra i van ser derrotats per Abderraman II en la Batalla de Tablada, al sud de Sevilla. Van baixar amb vaixells pel riu Guadalquivir i fugiren de nou cap a Lisboa fent incursions i pillatges al llarg de la costa atlàntica.

## Els estats normands
Els normands van conquerir nombrosos territoris del sud de la península Itàlica (Sicília i Calàbria), a més de gran part de Gran Bretanya i el centre-nord de l'actual França (Normandia). No obstant això, la seva cultura es decaure com a fruit del mestissatge amb la població local, però encara en queda el seu art, monuments, i a Normandia encara sobreviu part de la seva identitat cultural. A les illes del canal de la Mànega, molts dels seus habitants es consideren normands tot i que moltes en pertanyen al Regne Unit, conserven la seva llengua normanda francesa i reclamen certa autonomia per la seva cultura similar en importància a la gal·lesa, anglesa, escocesa o irlandesa. Popularment, la reina del Regne Unit és encara coneguda com la duquessa, en virtut del títol que els sobirans anglesos van ostentar antigament a Normandia.

## Els majus (els normands en relació amb els musulmans de l'Àndalus)
Majus és la paraula àrab que designa els 'nòrdics' i la van aplicar principalment als normands que van atacar l'Àndalus.
El primer atac hi va tenir lloc el 20 d'agost del 844, per mitjà de 54 grans vaixells (gokstad noruecs de 28,8 metres de llarg i 5,10 d'ample, 16 rems i 70 tripulants) i altres 50 vaixells més petits; van entrar per l'estuari del Tajo i van lliurar batalla als defensors de la zona. Tretze dies després, van reembarcar cap al sud. El governador de Lisboa, Wahb-Al·lah ibn Hazm, va alertar l'emir omeia. Poc després, desembarcaven al districte de Siduna (Sidònia) i ocupaven Cadis. El gruix de la flota va remuntar el Guadalquivir i es va aturar en una illa a uns 20 km d'Isbiliya (Sevilla). Els normands van desembarcar a la ciutat, que no tenia defensa (i de la qual els habitants ja havien fugit) i van matar els qui hi quedaven (les dones i nen foren fets presoners); durant set dies fou saquejada Sevilla. Abd-ar-Rahman II va enviar tropes contra els atacants, que els van causar severes pèrdues i en la batalla decisiva, l'11 de novembre del 844, al sud de la ciutat, més d'un miler de normands van morir i 400 foren fets presoners (i després executats); la resta va reembarcar i hi deixaren 30 vaixells, que foren cremats. Després de provar de desembarcar a Niebla i a l'Algarve, van fer rumb al nord cap a Aquitània. Un grup en va desembarcar a Arzila (Asila), a 50 km de Tànger.
Una segona incursió se'n va produir el 858 amb 62 vaixells. La flota de vigilància va capturar dos vaixells, però la resta va poder arribar al Guadalquivir; tanmateix, en saber que s'hi acostava un exèrcit, van reembarcar cap a Algesires, que van ocupar i la gran mesquita de la qual van incendiar. Aviat es van haver de retirar i van seguir per la costa cap al sud-est de l'Àndalus, a l'anomenat Regne de Todmir i arribaren fins a Oriola (Uriyula), que fou atacada, i seguiren després cap a França (Ifranj), on van passar l'hivern a la Camarga; mentre un altre grup de vaixells feia ruta cap al Marroc, on van capturar Nakur, que van saquejar durant 8 dies; tots els que eren a la ciutat foren fets presoners incloent-hi membres de la família de prínceps local, que després foren rescatats per l'emir de Còrdova. La data d'aquest atac és incerta, però seria entre 859 i 862. La flota que tornava de la Camarga fou atacada pels cordovesos, que van capturar-ne dos vaixells; la resta es va unir a una flota normanda que havia atacat les Balears; no és clar si alguns vaixells petits van pujar per l'Ebre o bé foren un altres vaixells que van baixar pel Bidasoa, però sí que se sap que els normands van arribar a Pamplona el 859 i van fer presoner el rei dels vascons Gharsiya ibn Wannako (conegut com a Garcia Ennec), que va haver de pagar 70.000 peces d'or pel rescat. Aquesta incursió hauria durat fins vers el 861. Després, els normands no van tornar a atacar l'Àndalus en un segle.
El 23 de juny del 966, es va albirar una flota de 28 vaixells majus a Alcácer do Sal (Al-Qasr Abi-Danis), a 94 km al sud de Lisboa. Van desembarcar i van assolar la rodalia de Lisboa, però les tropes del califa els van atacar i derrotar. La flota de Sevilla va trobar els majus a l'embocadura de Silves i va inutilitzar alguns vaixells normands per alliberar molts presoners musulmans. Finalment, van reembarcar; però el mateix any es van construir nous vaixells per si tornaven. A finals del 971, van fer un atac a la regió d'Almeria, però van poder ser rebutjats per la flota cordovesa. El juny del 974, es va informar de moviments normands a les costes del Guadalquivir, però no hi va haver cap desembarcament. Aquestos normands són esmentats com a al-majus al-urdumaniyyun (literalment, 'els nòrdics normands'), que serien normands vinguts de Normandia, on s'havien establert després del 911 i s'havien fet cristians, però també hi havien arribat normands pagans danesos el 960 per ajudar el duc Ricard I de Normandia contra el comte Tibald de Chartres; una vegada ajustada la pau entre el duc i el comte, aquests normands eren molestos i potser se'ls va enviar al sud, a territori musulmà, abans de tornar al seu país; el 970, estaven a Galícia, on van ocupar Sant Jaume de Compostela, que van dominar un cert temps. Al-urdumaniyyun és el nom que dona Ibn Idhari als normands que van participar en la conquesta de Barbastre, que eren de Normandia. Un altre historiador, Ibn Abd-al-Mumin, utilitza la forma ar-Rudhamanun per als normands del ducat.
Els cordovesos van anomenar també majus els vascons no cristians. Segon el Muktabis d'Ibn Hayyan, en una expedició cordovesa contra Pamplona el 816, es va lliurar una batalla que va durar 13 dies, i hi van morir molts enemics i entre ells Saltan, el millor cavaller dels majus, que serien els vascons pagans. Sánchez Albornoz diu que el nom correcte en seria Zaldún, que és típicament basc. Els eslaus orientals, vikings o russos, foren també anomenats majus o Rus al-Majus. Els musulmans pensaven que els majus eren adoradors del foc com els zoroastrians de Pèrsia, també anomenats majus; aquesta idea segurament derivava del fet que cremaven els seus morts, cosa que els feia suposar que adoraven el foc amb què els cremaven.

## Llista dels reis normands a Anglaterra i ducs de Normandia
- Guillem I d'Anglaterra "El Conqueridor" (regnà del 1066-1087)
- Guillem II d'Anglaterra conegut també per Guillem II Rufus "El Roig" (Nascut en 1060. Regnà des de 1087-1100)
- Enric I d'Anglaterra (Nascut entre 1068/69- Regnà des de 1100-1135)
- Esteve de Blois fill de la germana dels darrers dos reis, Adela de Normandia, seria proclamat rei a la mort d'Enric I- 1135-1141
- Matilde de Normandia, cosina d'Esteves de Blois i filla legítima del rei Enric I d'Anglaterra. Es va casar amb Godofred V (fundador de la dinastia Plantagenet d'Anglaterra)